# クリスタ・ルディンク
クリスタ・ルーディング＝ロテンブルガー（Christa Luding-Rothenburger, 1959年12月4日 - ）は、旧東ドイツ、ヴァイスヴァッサー出身の元スピードスケート選手、元自転車競技（トラックレース）選手。

## 来歴
1988年の冬（カルガリーオリンピック）、夏（ソウルオリンピック）の両五輪大会において、いずれもメダル獲得。同一年度開催におけるオリンピック大会の事例としては、史上初めての快挙であった。その2年前となる1986年には、世界スプリントスピードスケート選手権大会と世界選手権自転車競技大会の双方でメダルを獲得している。
スピードスケートにおいては、500m、1000m種目のスペシャリストとして、冬季オリンピック2回、世界スプリントスピードスケート選手権大会2回、ISUワールドカップ4回のそれぞれ優勝歴を誇る。この他、世界記録の更新も8回を数える。自転車競技においても、ソウルオリンピックの個人スプリント銀メダル獲得の他、世界選手権の同種目において1986年優勝、1987年2位の実績を誇る。
スピードスケートにおけるライバルとしては、アメリカ合衆国のボニー・ブレア、同じ東ドイツのカリン・カニア、日本の橋本聖子らが挙げられるが、とりわけブレアとは世界記録更新回数においても鎬を削った。自転車競技では、ソビエト連邦のエリカ・サルミャーエが最大のライバルであった。
旧姓はクリスタ・ロテンブルガー。1988年のカルガリーオリンピック終了後、エルンスト・ルディンクと結婚するが、スピードスケートのオフシーズンに自転車トレーニングを勧めたのが彼であった。同年のソウルオリンピック終了後、自転車競技からは退き、スピードスケート一本に照準を絞ってトレーニングを行った結果、1992年に開催されたアルベールビルオリンピック・500mで銅メダルを獲得。また現役最後のレースとなった世界スプリントスピードスケート選手権大会でも銅メダルを獲得した。

## スピードスケートにおける世界記録
| 距離                       | 記録      | 日時          | 場所       |
| -------------------------- | --------- | ------------- | ---------- |
| 500 m                      | 40秒28    | 1981年3月27日 | メデオ     |
| 1000 m                     | 1分20秒95 | 1981年3月27日 | メデオ     |
| 500 m                      | 40秒18    | 1981年3月28日 | メデオ     |
| 500m&1000mコンビネーション | 162.275点 | 1981年3月28日 | メデオ     |
| 500 m                      | 39秒69    | 1983年3月25日 | メデオ     |
| 500m&1000mコンビネーション | 161.120点 | 1983年3月26日 | メデオ     |
| 500 m                      | 39秒39    | 1987年12月6日 | カルガリー |
| 1000 m                     | 1分17秒65 | 1988年2月26日 | カルガリー |

## 余談
橋本聖子が自転車競技でもオリンピック出場を目指すようになったきっかけは、上述の通り、ルディンクが両競技において世界トップクラスの戦績を収めており、自分もルディンクのような選手を目指したかったということに起因する。